# Frank "Rocky" Fiegel
Frank Fiegel (Polonia, 1868-Chester, Illinois, USA; 1947) apodado "Rocky" fue un marino polaco radicado en Illinois, USA que inspiró a E. C. Segar para la creación del personaje de Popeye.

## Biografía
Su nombre real era Frank Fiegel y había nacido en algún lugar de Polonia en 1868, hijo de Bartlomeij Fiegel y Anna H. Grott Fiegel. Frank fue el segundo hijo del matrimonio de un total de cinco hermanos. Permaneció junto a su familia unos pocos años en su tierra natal, ya que la misma se mudó cuando Frank era aún un niño a USA. Ya establecidos los Fiegel en USA Frank se desempeñó como marino en la ciudad de Chester, Illinois donde finalmente se radicó junto al resto de sus familiares, a orillas del río Misisipi. Su padre fallecería en 1876 cuando Frank tenía tan solo 8 años habiendo sido criado principalmente por su madre. 
Cuando ya se había retirado de su oficio de marino, fue contratado por la taberna local de Wiebusch's para realizar la limpieza y mantener el orden. Allí se haría famoso por su reputación de estar siempre envuelto en peleas, motivo por el cual quizás había perdido muchos de sus dientes y la expresión de su rostro lo llevaba naturalmente a mantener cerrado uno de sus ojos, lo cual habría suscitado en algún momento comentarios acerca de su "ojo saltón" ("Pop-eye"). 
Solía fumar siempre con su pipa, por lo tanto solo hablaba con una sola parte de su boca. Entre otras afinidades se caracterizaba por su cariño hacia los niños de los cuales se rodeaba. 
Son incalculables la cantidad de sus imaginarias aventuras de las cuales Fiegel presumía acerca de las hazañas de su fuerza física, asegurando no haber perdido una sola de sus peleas.  
Elzie Crisler Segar, el autor de Popeye, que había nacido en Chester, conoció a Frank siendo muy joven escuchando sus historias, y años más tarde decidió rendirle honores a través del personaje de Popeye el marino el cual tenía muchas de las características físicas y estéticas de Frank.
En cierta ocasión Fiegel habría peleado con un fornido marino local de los muelles el cual a su vez habría inspirado a Segar en el concepto del personaje de Bluto.
Segar se mantuvo en contacto con Frank y pese a que no era un hombre adinerado, siempre lo ayudaba económicamente cuando Fiegel necesitaba dinero. 
Frank Fiegel falleció el 24 de marzo de 1947 a la edad de 79 años. A partir de 1996 la piedra de su tumba porta grabada el rostro de Popeye acorde a como el personaje había sido concebido durante sus primeras apariciones para el Thimble Theatre. 

## Reconocimiento
Fiegel es mencionado como la inspiración del personaje de Popeye en la placa conmemorativa del pedestal sobre el cual se halla la estatua ergida como homenaje al personaje y a su creador E. C. Segar en el llamado Segar Memorial Park de Chester a pocos metros de distancia del río Misisipi a la salida del puente de derivación.

## Imagen y polémica
La imagen que se ha hecho viral en las páginas web junto con los artículos sobre la vida de Frank Siegel no correspondería precisamente a él sino a un marino británico, el cual para 1940 tenía los mismos atributos estéticos faciales que el personaje del cómic. La imagen de este marinero anónimo a bordo del buque acorazado HMS Rodney forma parte del Museo Imperial de Guerra. 
Una fotografía del verdadero Fiegel fue publicada por un periódico local de Illinois posteriormente en 1979 y mostraba al habitante de Chester en cuestión ya entrado en años.